# Baranowo (gmina Tarnowo Podgórne)
Baranowo – wieś w Polsce położona w województwie wielkopolskim, w powiecie poznańskim, w gminie Tarnowo Podgórne.

## Położenie
Baranowo usytuowane jest nad zachodnim brzegiem Jeziora Kierskiego, największej atrakcji tej miejscowości. Nieco na zachód wypływa Przeźmierka.

## Historia
Miejscowość pierwotnie związana była z Wielkopolską. Istnieje od drugiej połowy XIV wieku i ma metrykę średniowieczną. Po raz pierwszy odnotowana została w języku staropolskim w łacińskim dokumencie z 1360 (według zachowanej kopii z XVIII wieku) pod obecną nazwą "Baranowo", w 1388 "Baranowo, w 1510 błędnie "Bauorowko".
Okolice miejscowości były zasiedlone jednak już wcześniej niż odnotowały to zachowane zapisy historyczne. W wyniku badań archeologicznych na najbliższym wzniesieniu po obu stronach drogi z majątku Chyby do Baranowa odkryto osadę z ok. V-VIII wieku oraz z połowy X-XI wieku.
Początkowo wieś należała do opola chojnickiego z siedzibą w Chojnicy, które było reliktem opola - przedpaństwowej wspólnoty rodowo-terytorialnej, a w późniejszym okresie stało się administracyjnym podokręgiem kasztelanii. W 1388 Baranowo zostało odnotowane w granicach tego opola.
Miejscowość była początkowo własnością szlachecką należącą do lokalnej szlachty wielkopolskiej, a później w wyniku sprzedaży duchowną należącą do zakonu joannitów z klasztoru św. Jana za murami Poznania. W 1508 leżała w powiecie poznańskim województwa poznańskiego w Koronie Królestwa Polskiego i należała do parafii Kiekrz.
Pierwszy zachowany zapis pochodzi ze źródeł kościelnych. W 1360 Mikołaj Poppo komandor klasztoru joannitów koło Poznania potwierdził sprzedaż przez Godzisława sołtysa baranowskiego oraz jego synów Michała i Pawła, a także przez córkę Niedziałkę, Dominikowi zastępcy kustosza katedry poznańskiej czynszu rocznego w wysokości jednej grzywny z łanów i dochodów sołectwa baranowskiego za kwotę 10 grzywien. Do sołectwa należały również trzy łany wolne z karczmą i ostrowem koło Jeziora Kierskiego w pobliżu wsi Kiekrz (obecnej dzielnicy Poznania), na którym stał młyn zbożowy. Czynsz ten Dominik zapisał wikariuszom katedry poznańskiej "na cele pobożne". 
W tym samym roku 1360 Bieniasz komandor klasztoru joannitów koło Poznania wobec swoich sąsiadów zapowiedział przed sądem ziemskim swoje posiadłości, a w tym m.in. Baranowo. W 1402 komandor Bieniasz zapowiedział także zarośla w Krzyżownikach, Suchym Lesie i Baranowie. W 1403 zapowiedział też przez woźnego sądowego Baranowo, Krzyżowniki i Kanclerzewice. W 1401 Bieniasz komandor klasztoru joannitów zaskarżył Mikołaja Chybskiego o wypasanie przez jego ludzi na łąkch i polach żyta w Baranowie. W 1591 odnotowano ślad zwany "Małdrzykowski" w Baranowie. W 1423 sołtysem we wsi był szlachcic Mikołaj. W 1426 odnotowano Jana Lubosińskiego, który niegdyś był sołtysem baranowskim.
W 1475 oraz w 1499 odnotowano, że Baranowo zalega z płaceniem podatków. W 1508 we wsi miał miejsce pobór wiardunków wojennych z 3 półłanków, a karczma zapłaciła 6 groszy. W 1509 pobrano wiardunki wojenne ze wsi. Sołtys zapłacił z jednego łana, a karczma zapłaciła 3 grosze. W 1510 w Baranowie było 10 łanów, w tym 3 łany osiadłe, 5 łanów sołeckich. W 1563 pobrano podatki z 4 półłanków, a sołectwo i karczma ich nie zapłaciły. W latach 1564-1565 Baranowo własność klasztoru joannitów koło Poznania, zapłaciło poradlne w wysokości 12 groszy z 2 łanów oraz 6 wierteli żyta, 2 wiertele pszenicy i 2 ćwiertnie owsa do zamku poznańskiego. W 1578 i w 1580 Aleksander Mokronowski zapłacił podatki we wsi z połowy łana, od jednego komornika, dwóch rybaków oraz z sołectwa. W 1580 w Baranowie było sołectwo z 5 łanami, dwóch zagrodników, młyn wodny o jednym kole należący do Jerzego Wigiliusza z Kościana.
Wieś duchowna, własność komandorii joannitów w Poznaniu pod koniec XVI wieku leżała w powiecie poznańskim województwa poznańskiego w Rzeczypospolitej Obojga Narodów. Wskutek II rozbioru Polski w 1793, miejscowość przeszła pod władanie Prus i jak cała Wielkopolska znalazła się w zaborze pruskim. 
W latach 1975–1998 miejscowość należała administracyjnie do województwa poznańskiego.

## Obecnie
Znajduje się tu nowoczesne przedszkole połączone ze szkołą podstawową oraz kościół św. Józefa Oblubieńca Najświętszej Maryi Panny z 1993–1997.
Miejscowość stała się rozpoznawalna dzięki wulgarnym kazaniom rozpowszechnianym w serwisie YouTube za pośrednictwem kanału "Pl.Zmartwychwstania 1, Baranowo. Jakub Zygarłowski" przez byłego salezjanina, ekskomunikowanego, wydalonego ze stanu kapłańskiego Michała Woźnickiego. Były duchowny, po eksmisji z domu zakonnego przy ulicy Wronieckiej w Poznaniu, zamieszkał u swojego krewnego, Jakuba Zygarłowskiego. Tam kontynuuje swoją pseudokaznodziejską działalność w prowizorycznej, urządzonej w piwnicy "kaplicy". Za swoje kontrowersyjne, łamiące Kodeks Karny wypowiedzi był wielokrotnie karany wyrokami grzywny i prac społecznych. W sprawie ruchu religijnego prowadzonego przez Woźnickiego w nurcie sedewakantystycznym, do władz gminy bezskutecznie zgłaszane były liczne protesty i petycje. 

## Powierzchnia i ludność
W 2016 r. miejscowość ta liczyła 2524 mieszkańców. 
Powierzchnia sołectwa obejmuje 3,487 km², co daje gęstość zaludnienia rzędu 723 osoby/km²

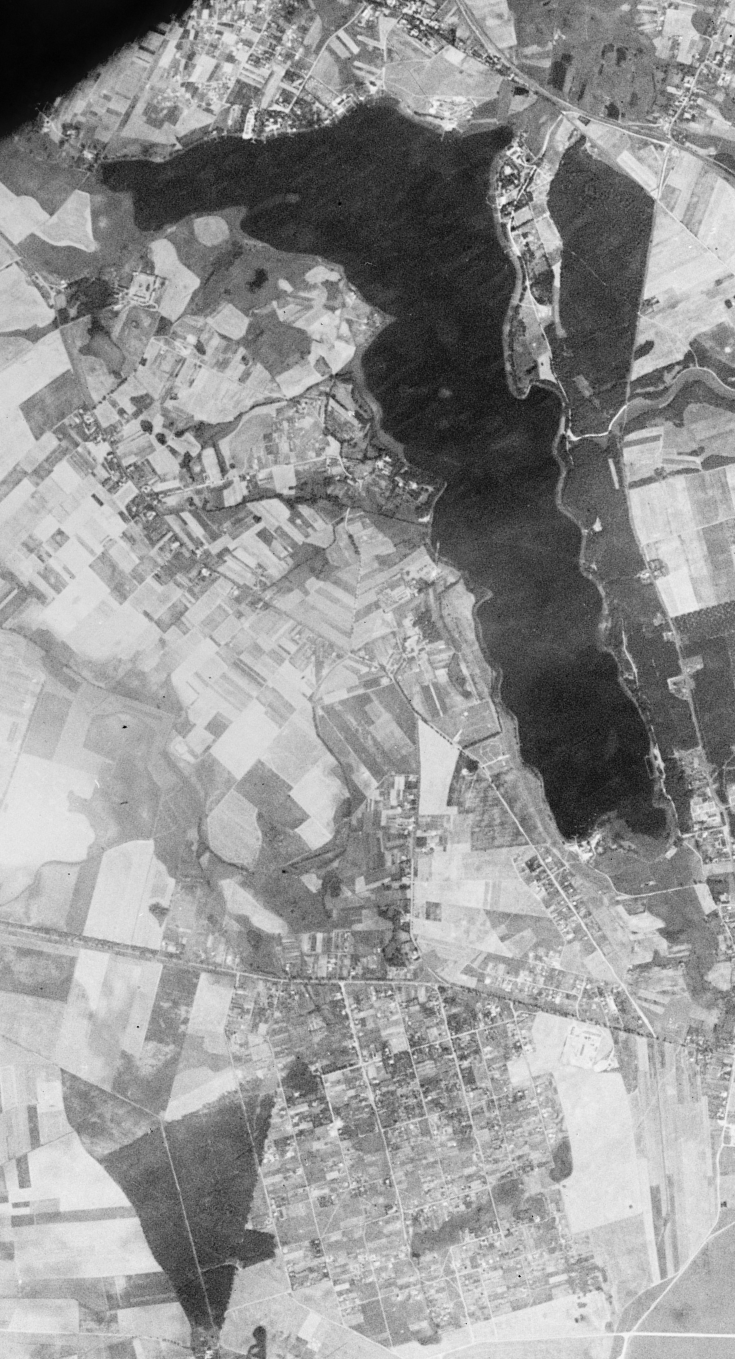
Jezioro Kierskie, Chyby i Baranowo – zdjęcie satelitarne, 23 sierpnia 1965